# Susan Sontag
Susan Sontag (New York, 1933. január 16. – New York, 2004. december 28.) amerikai író, filmrendező, aktivista.

## Élete
Susan Rosenblatt néven született New Yorkban 1933. január 16-án, zsidó családban. Apja kereskedő volt, aki 1938-ban egy kínai útja során tüdőbajban meghalt. Hét évvel később anyja hozzáment Nathan Sontaghoz; Susan és húga Judith felvette mostohaapjuk nevét. Sontag az Arizona állambeli Tucsonban, majd Los Angelesben nevelkedett. Egyetemi tanulmányait Berkeleyben, a Kaliforniai Egyetemen kezdte, de menet közben átiratkozott a Chicagói Egyetemre. Később filozófiát, irodalomtudományt és teológiát tanult a Harvardon, Oxfordban és a Sorbonne-on.

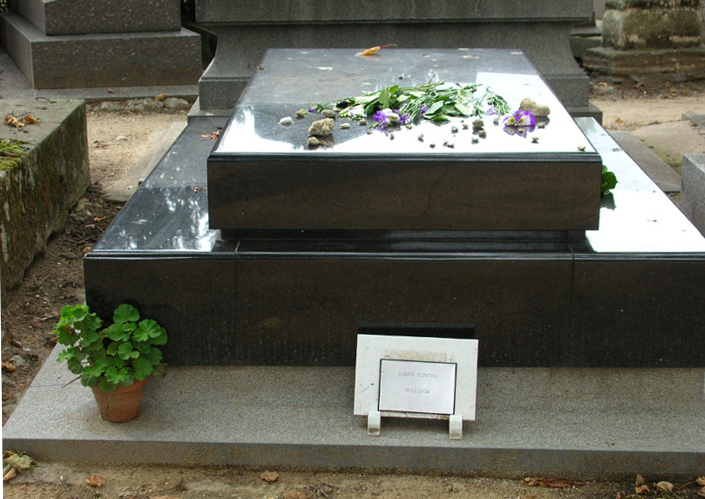
Susan Sontag síremléke

17 évesen tíznapos udvarlás után hozzáment Philip Rieffhez. Nyolcéves házasságuk alatt született egy fiuk, David. Élete során mind nőkkel, mind férfiakkal élt szerelmi viszonyban. Egy 2000-es beszélgetésben azt állította, kilencszer volt életében szerelmes, ebből öt esetben nőbe és négy esetben férfiba. Élete utolsó 15 évében Annie Leibovitz fotóművésszel élt szerelmi kapcsolatban.
71 évesen, 2004. december 28-án leukémiában halt meg. A párizsi Montparnasse-i temetőben helyezték végső nyugalomra.

## Művei

### Magyarul megjelent művei
- A nőkről; ford. Mesterházi Mónika, Helikon, Bp., 2024, ISBN 9789636201265
- 2007 – Egyidőben. Esszék és beszédek; ford. Barkóczi András et al.; Európa, Bp., 2008 ISBN 9789630783590
- 2003 – A szenvedés képei; ford. Komáromy Rudolf; Európa, Bp., 2004 (Mérleg) ISBN 963-07-7631-6
- A világ meztelen. Douglas Coupland, Fejtő Ferenc, Háy János, M. Nagy Miklós és Susan Sontag írásai; főszerk. Mihályi Gábor, szerk. Bánki Judit; Új Világ–Antonin Liehm Alapítvány, Bp., 2004 (Európai kulturális füzetek)
- 1999 – Amerikában; ford. Komáromy Rudolf; Európa, Bp., 2002 ISBN 963-07-7155-1
- 1992 – A vulkán szerelmese. Susan Sontag regénye; ford. Szili József; Holnap, Bp., 1994 ISBN 963-346-051-4
- 1988 – Az AIDS és metaforái; ford. Rakovszky Zsuzsa; Európa, Bp., 1990 (Mérleg) ISBN 963-07-5213-1
- 1980 – A Szaturnusz jegyében; ford. Lázár Júlia; Cartaphilus, Bp., 2002 ISBN 963-9303-53-4
- 1978 – A betegség mint metafora; ford. Lugosi László; Európa, Bp., 1983 (Mérleg) ISBN 963-07-3058-8
- 1977 – A fényképezésről. Tanulmány; ford. Nemes Anna, utószó Beke László; Európa, Bp., 1981 (Modern könyvtár) ISBN 963-07-2708-0
- 1967 – Halálkészlet; ford. László Zsófia; Európa, Bp., 1989 ISBN 963-07-4852-5
- A pusztulás képei; vál., jegyz. Osztovits Levente, ford. Göncz Árpád et al., utószó Bart István; Európa, Bp., 1972 (Modern könyvtár)

### Egyéb jelentősebb művei
- 1966 – Against Interpretation ISBN 0-385-26708-8

### Filmjei
Sontag négy filmet rendezett, mindegyiknek a forgatókönyvírója is volt egyben.
- 1983 Unguided Tour
- 1974 Promised Lands
- 1971 Bröder Carl
- 1969 Duett för kannibaler